# 卫律
卫律（前2世纪—前70年代），生於長安，出身長水胡，曾為漢朝出使匈奴，後因李延年被滅族事件，逃亡至匈奴，受到匈奴单于的重用，封丁零王，经常参与匈奴的国家政治，对匈奴的政治产生了巨大影响。

## 背汉入匈
卫律的父亲出身長水胡，自小生长在汉朝。与协律都尉李延年关系友善，受到李延年举荐出使匈奴，等到使团返回的时候却恰逢汉朝诛灭李延年家。卫律害怕受到牵连一并伏诛便逃出汉朝投降了匈奴，被匈奴封为丁灵王，受到且鞮侯单于宠幸。与后来投降匈奴的李陵共同受到重用，李陵负责地方事务，有大事时才回到王庭参与讨论，卫律则一直在单于身边工作。
卫律在匈奴时，历任且鞮侯单于、狐鹿姑单于、壶衍鞮单于三代单于，参与匈奴的政治军事活动。且鞮侯单于时受到单于委派，审判意图在匈奴中策划反叛人等，汉武帝天汉元年（前100年），并招降牵涉其中的包括中郎将苏武在内的汉朝使节，遭苏武拒绝未果。狐鹿姑单于在位期间，率领匈奴军队迎战汉朝军队（详情见#杀李广利节）。狐鹿姑单于死后又参与其继承人的拥立（详情见#立壶衍鞮单于一节）。曾从与李陵一同接待汉朝派往匈奴的使者任立政等人。始元四年（前83年），曾劝壶衍鞮单于效法汉朝建设城池囤积粮食，派军守城，穿井筑城，治楼藏谷，以拒汉军袭击。先后穿井数百，伐木数千。后来因为有人提出匈奴人不善于守城，建城屯粮等于白白把粮食送给汉人，这件事才作罢。计划劝降汉使苏武、马宏，也没有成功。始元六年（前81年），改为释放之前扣押的汉朝使者苏武等人，与汉朝修好。
卫律大约死于前79年到前78年之间，他活着的时候曾经多次向匈奴主张和亲的好处，但是匈奴人不采纳。直到他死后，匈奴军事失利国家疲困，他的主张才被渐渐采纳。

## 杀李广利
征和三年（公元前90年），汉贰师将军李广利率七万汉军出五原征匈奴。匈奴派右大都尉和卫律领五千骑与汉军邀约在夫羊句山狭（今蒙古国南戈壁省布勒干南）进行先锋战，被李广利从西域的属国征发来的二千胡骑击败。李广利乘胜追击，势如破竹。这时汉朝因为巫蛊之乱将李广利全家收押，消息传来，李广利害怕因此受牵连，于是调遣大军深入，欲要得更多战功抵罪。匈奴趁机引其孤军深入，以逸待劳将其击破，李广利兵败投降。
单于因为李广利是汉朝的大将兼外戚贵臣，把女儿嫁给了他，对其尊宠在卫律之上，引来卫律嫉妒。后来单于的母亲阏氏生病了，卫律指使巫医说：“匈奴之前出兵前祭祀常常立誓说，若抓到了贰师将军李广利，便要拿他做祭品。如今为何不遵守誓言？”匈奴于是杀了李广利。李廣利死前曾曰“我死必灭匈奴”。之后匈奴風雪大作人大飢，至单于立廟祭祀才平安。

## 立壶衍鞮单于
始元二年（前85年），狐鹿姑单于死时立下遗言，因为其子年少，所以由其弟右谷蠡王继位为单于。单于死后颛渠阏氏与卫律等人谋划，隐瞒单于的死讯，违背单于立弟遗训，诈托单于令，另拥立单于之子左谷蠡王为壶衍鞮单于。
左贤王和右谷蠡王因为没能继位，便产生了挟持卢屠王叛离归汉的想法，被卢屠王告发，两王拒不承认都归罪于卢屠王。从此之后，两王都回到自己的领土上，不肯参与龙城会盟。加上在此之前母阏氏杀死狐鹿姑单于的异母兄弟左大都尉，导致左大都尉同母兄弟的叛离。